# Fatal Frame: Maiden of Black Water
Fatal Frame: Maiden of Black Water é um jogo eletrônico de survival horror desenvolvido pela Koei Tecmo e publicado pela Nintendo para o Wii U. É o quinto jogo da série Fatal Frame e foi lançado no Japão em setembro de 2014 e em todo o mundo em outubro de 2015. Como nos jogos anteriores da série, o jogador percorre áreas cheias de fantasmas que devem ser combatidos tirando fotos usando uma "câmera obscura", que utiliza o Wii U Gamepad. A história se passa na fictícia Montanha Hikami e concentra-se em três protagonistas que são atraídas por diversos eventos sobrenaturais que ocorrem na área. Um deles trata-se de um antigo ritual para selar a "Black Water", uma espécie de força malévola que corrompe os espíritos e está ligada intimamente ao destino da donzela, do santuário Ose Kurosawa. A personagem Ayane, da série Dead or Alive, pode ser jogada após a conclusão.
O título começou a ser desenvolvido em 2011, durante a produção do remake de Fatal Frame II: Crimson Butterfly para Wii. O co-criador da série Keisuke Kikuchi teve a ideia de utilizar o Wii U GamePad como controle da câmera obscura no jogo. Kikuchi e o desenvolvedor Makoto Shibata retornaram aos seus respectivos cargos de produtor e diretor, juntamente com a equipe que trabalhou em Mask of the Lunar Eclipse, além de diversos outros desenvolvedores. O elenco passou por diversas revisões durante o seu desenvolvimento, enquanto isso a equipe experimentava as capacidades do novo hardware. O cantor japonês Tsuki Amano que compôs a trilha sonora de outros jogos da série, retornou para compor a música tema. Após o lançamento, o jogo recebeu críticas mistas. Os críticos elogiaram muito o uso do Gamepad e a atmosfera do jogo, entretanto outras crítica foram relacionadas a sua história, a aparência das protagonistas e outros aspectos, como seu ritmo e os controles.

## Jogabilidade
Em Fatal Frame: Maiden of Black Water o jogador assume controle de três personagens diferentes atravessando vários ambientes da Montanha Hikami em uma perspectiva de terceira pessoa, incluindo locais abandonados e florestas escuras. As personagens navegam em ambientes usando um mapa interativo e podem caminhar ou executar ações. Durante a exploração, as personagens são confrontadas por fantasmas hostis que as atacam e geram dano. Se um fantasma agarra a personagem, elas podem se esquivar ou se libertar de suas garras.
A Câmera Obscura é o único meio do jogador se defender e atacar no jogo. Trata-se de uma câmera antiga que é usada em uma perspectiva em primeira pessoa. A câmera é controlada usando o Wii U Gamepad e você pode tirar fotos de diferentes proximidades e ângulos causando dano nos fantasmas. O "Fatal Frame", atinge o ponto fraco de um fantasma. Durante o combate, depois que um tiro é tomado, outros fantasma aparecerão ao seu redor.
Além da Câmera Obscura, outros fatores estão presentes em jogo. Os personagens podem vislumbrar pedaços do passado de um fantasma ao derrotá-los ou quando lançam um ataque especial. Os personagens também podem pegar itens em ambiente relacionados com pessoas desaparecidas, gerando uma sombra que os leva à localização da pessoa. Um medidor de umidade rastreia o quão úmido o personagem fica ao navegar por esses locais. A quantidade de umidade tem efeitos positivos e negativos sobre o personagem: estar molhado aumenta os danos causados pela Câmera Obscura ao mesmo tempo em que aumenta o número de fantasmas presentes em uma área e ataques causando mais danos. Além disso, os personagens podem ser infligidos com mudanças de status por fantasmas de cor mais escura ou com o uso de um ataque especial: essa doença diminui a visão, defesa e a perde pontos de vitalidade. A doença só é curada derrotando todos os inimigos da área ou usando um item para remover toda a umidade. 
Além da história das três personagens principais, um episódio especial apresenta a protagonista de Dead or Alive, Ayane. Ao contrário das outros personagens, ela não tem acesso a uma Câmera Obscura, então ela deve evitar ao máximo os fantasmas. Se ela começar a correr ou se aproximar de um fantasma, eles a atacarão. Ayane pode usar um habilidade especial para se esconder tornando-a temporariamente invisível, e caso seja pega, ela pode usar um item especial para jogar os espiritos para trás e atordoá-los para que ela possa escapar.